# 马集镇 (蒙城县)
马集镇，是中华人民共和国安徽省亳州市蒙城县下辖的一个乡镇级行政单位。

## 行政区划
马集镇下辖以下地区：
马集村、韩楼村、李魏村、鹤庵村、三关村、田桥村、驼涧村、坝湖村、风光村、薛湖村、柴河村、太平村和马庙村。